# Ich liebe dich – I Love You – Je t’aime
Ich liebe dich – I Love You – Je t’aime ist eine 1978 entstandene, US-amerikanische Filmromanze von George Roy Hill mit den beiden Jugenddarstellern Thelonious Bernard und Diane Lane in den Hauptrollen. An ihrer Seite spielt Laurence Olivier einen charmanten Taschendieb. Das Drehbuch basierte auf dem Roman E=MC2 mon amour (1977) von Patrick Cauvin.

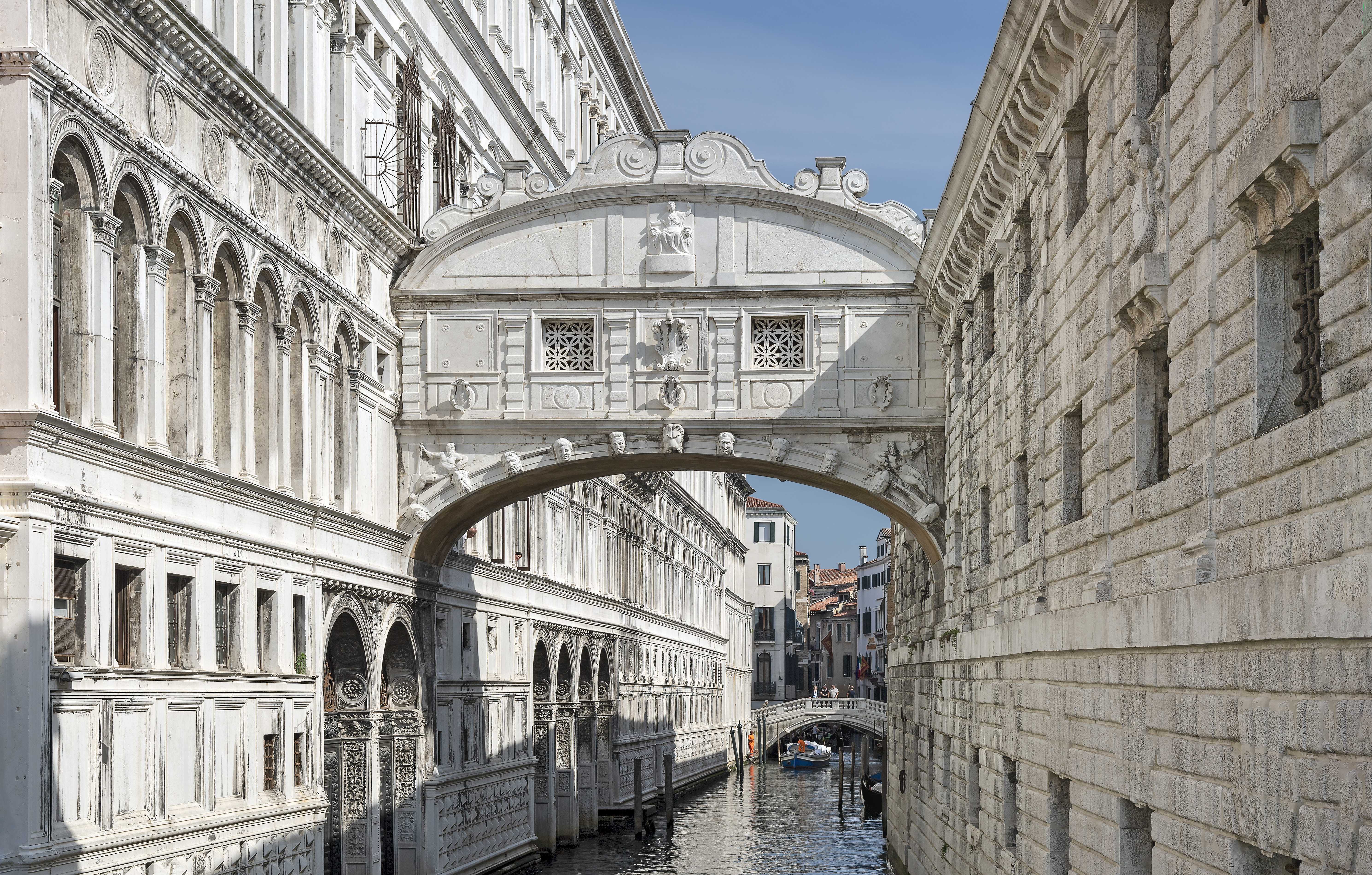
Der Schauplatz des Liebesfinales: Die Seufzerbrücke in Venedig

## Handlung
Lauren King ist ein in Paris lebender, smarter, amerikanischer Teenager aus wohlhabendem Haus. Ihre Mutter Kay arbeitet in der französischen Hauptstadt im Filmgeschäft und ist in zweiter Ehe mit dem arrivierten Landsmann Richard King verheiratet. Der französische Junge Daniel Michon ist zwar genauso alt wie Lauren aber ansonsten das genaue Gegenteil. Während man dem Mädchen die gutbürgerliche Herkunft anmerkt, entstammt der Franzose einfachen Verhältnissen, ein bodenständiges Kind der Straße, das sich durchzubeißen versteht. Aber er liebt das Kino, vor allem das aus Hollywood mit Humphrey Bogart und den Western von Howard Hawks. Er verehrt aber auch neuere Werke, etwa Zwei Banditen und Der Clou, beides Inszenierungen eines gewissen George Roy Hill. Daniels Vater ist ebenso bodenständig und verdient seinen Lebensunterhalt als Taxifahrer. Lauren und Daniel begegnen sich in der herrlichen Schlossparkanlage von Vaux-le-Vicomte, wo gerade ein Film gedreht wird, an dem Kay King beschäftigt ist. Daniel ist hier im Rahmen eines Schulausflugs und verliebt sich sofort in die aufgeweckte Lauren.
Kay King ist wenig begeistert von dieser kleinen Romanze, wie der amerikanische Originaltitel verrät, und versucht mit aller Kraft, die beiden Jungverliebten auseinanderzubringen, zumal Kay und Zweitgatte Richard demnächst wieder in die Staaten heimkehren werden. Als dann auch noch Daniel George, einen schmierigen Freund Kays, auf Laurens Geburtstagsfete wegen einer anzüglichen Bemerkung Lauren gegenüber niederschlägt, ist Kay King derart aufgebracht, dass sie ihrer Tochter den Umgang mit Daniel strengstens untersagt. Weder Lauren noch Daniel, die fürchten, sich demnächst nie mehr wiedersehen zu können, wollen sich an das Verbot halten. Sie lernen den alten Julius Santorin kennen, einen skurrilen, aber freundlichen Herrn. Der wie aus der Zeit gefallene Mann mit seinem steifen Hut, der Weste und der Fliege am Hals wirkt wie ein Gentleman ganz alter Schule, ist aber in Wahrheit ein schnöder Taschendieb. Seine ein wenig wundersame Art scheint aber auch wie eine Masche. Jedenfalls übt Julius auf Lauren mit seinen bunt ausgemalten Geschichten aus seinem Leben eine große Faszination aus. Als er den beiden jungen Leuten, die seine Enkelkinder sein könnten, von einer alten Tradition berichtet, sind Lauren und Daniel wie elektrisiert: Santorin sagt, wenn sich in Venedig ein Paar in einer Gondel unter der Seufzerbrücke bei Sonnenuntergang küsst, während die Kirchenglocken läuten, wird ihre Liebe auf ewig halten.
Daniel und Lauren sind begeistert von dieser romantischen Idee, sich in einer Gondel unter diesem venezianischen Wahrzeichen zu küssen und wollen nun unbedingt in die Lagunenstadt. Doch es fehlt ihnen das nötige Reisegeld, und außerdem wird man zwei minderjährige Teenager wohl kaum die Staatsgrenze passieren lassen. In beiden Fällen kann Santorin aushelfen. Er macht unterwegs lange Finger, und die Reisekasse ist aufgefüllt. Als Erwachsener, der die beiden Youngsters quasi als vertrauenswürdiger Opa begleitet, ist auch die Einreise nach Italien kein Hindernis mehr. Die Teenager hängen sich an vorübergehend an eine Gruppe von Radrennfahrern, die auf dem Weg nach Verona sind. Julius Santorin macht unterwegs schlapp, die Strampelei auf dem Rad bergauf und bergab ist zu viel für seine müden Knochen. Eine weitere Begegnung führt das Trio mit einem amerikanischen Touristenehepaar, Mr. und Mrs. Duryea, zusammen.
Weder Daniel noch Lauren wissen, dass ihre besorgten Eltern in der Zwischenzeit die französische Polizei alarmiert haben, die nunmehr nach den beiden Turteltauben steckbrieflich fahndet. Kay ist fest davon überzeugt, dass ihre Tochter entführt wurde. Nach allerlei weiteren Hindernissen erreichen die beiden jugendlichen Ausreißer und ihr betagter Reisebegleiter endlich Venedig. Die italienische Polizei verhaftet dort Julius Santorin und schlägt ihn, um von ihm Daniels und Laurens Aufenthaltsort zu erfahren. Doch der Alte schweigt beharrlich, will er doch den Liebestraum des jungen Glücks nicht gefährden. Es dämmert schon, und so begeben sich Lauren und Daniel rasch in die Gondel. Nun aber stellt sich der Gondoliere quer, und Daniel und Lauren müssen mit eigener Kraft die Gondel entlang der Pfähle unter die Brücke ziehen. Noch ehe die Sonne untergegangen ist, unterqueren sie auf die Sekunde genau zur richtigen Zeit die Seufzerbrücke. Endlich kommt es zum innigen Kuss. Und die Kirchenglocken von San Marco läuten. Jetzt, wo Julius weiß, dass die Polizei die beiden Teenager nicht mehr an ihrem hochromantischen Unterfangen hindern kann, gesteht er ihren Aufenthaltsort. Am Ende versöhnen sich die jungen Liebenden auch wieder mit ihren Eltern.

## Produktionsnotizen und Wissenswertes
Der mit Außenaufnahmen entstanden zwischen dem 17. Juli und Ende Oktober 1978 an mehreren Schauplätzen in Frankreich und Italien. Die Uraufführung fand am 26. April 1979 in den USA statt. Die deutsche Erstaufführung von Ich liebe dich – I Love You – Je t’aime war am 20. Juni 1980.
Hauptdarstellerin Diane Lane gab hier ihr Filmdebüt. Sie erhielt noch im Uraufführungsjahr 1979 vom Time-Magazine ein Cover und startete eine bemerkenswerte Karriere in Hollywood und Europa während ihr Filmpartner Thelonious Bernard anschließend nur noch 1980 den französischen Film Kinder für das Vaterland drehte. Er kehrte zur Universität zurück und brachte sein Studium der Zahnmedizin zu Ende. Anschließend arbeitete Bernard in Nantes als Zahnarzt.
Für den Briten Laurence Olivier waren die Dreharbeiten im Hochsommer besonders strapaziös. Der 71-jährige Lord, der soeben eine Lungenentzündung und eine Thrombose überstanden hatte, musste in einer Szene mit dem Fahrrad einen Berg hinaufradeln.
Hollywood-Altstar Broderick Crawford spielt sich zu Beginn des Films in einer Film-im-Film-Szene selbst.
Die Filmbauten entwarf Henry Bumstead, die Kostüme wurden von Rosine Delamare kreiert.
Der Film brachte Komponist Georges Delerue einen Oscar für die beste Musik ein. Allan Burns erhielt eine Oscar-Nominierung für das beste adaptierte Drehbuch.
1981 brachte das Bollywood-Kino auf Tamil ein indisches Remake unter dem Titel Panneer Pushpangal heraus.

## Kritiken
Der Kritiker der New York Times, Vincent Canby, beschrieb den Film als „so schwerfällig, dass er beinah als geistreich erscheint. Es ist schon lange her, dass ich einen Film über lümmelhafte amerikanische Touristen gesehen habe und Mitleid mit ihnen hatte – was hier eine der Leistungen von Mr. Hill ist. Ich bin mir sicher, dass nichts böses gemeint war, aber das ist die Wirkung des Films. Das ist vielleicht die größte Gefahr, wenn man sich auf den Weg macht, einen Film so unerbittlich süß-temperiert zu machen...“
Roger Ebert befand in einer Kritik in der Chicago Sun-Times, dass man „uns zwei Filmkinder in einer derart unwahrscheinlichen Geschichte präsentiert, dass ich annehme, dass dies als Phantasie konzipiert wurde. Und der Film zeigt uns Dialoge und Situationen, die derart erbarmungslos niedlich sind, das wir uns am liebsten winden möchten.“
Im Lexikon des Internationalen Films heißt es: „Mit Humor und Charme erzählte Romanze zweier Jugendlicher, die durch eine souveräne und sich selbstironisch zitierende Regie nie ins Kitschige oder Rührselige abgleitet.“
Der Movie & Video Guide schrieb: „Ein Rückblick auf Regisseur Hills Henrys Liebesleben bezüglich der gewinnenden Handhabung von Jugendzeit im Film, aber nicht ganz so gut.“
Halliwell’s Film Guide nannte den Film eine „süßlich-schmalzige Jugendromanze, die von Insiderwitzen und einer erfreulichen, überzogenen Starperformance bereichert wurde.“